# آرام‌ای‌اس پاورفول (ای۲۲۳)
آرام‌ای‌اس پاورفول (ای۲۲۳) (به انگلیسی: RMAS Powerful (A223)) یک کشتی است که طول آن 39 m می‌باشد. این کشتی در سال ۱۹۸۵ ساخته شد.